# یارابایکول
یارابایکول (به لاتین: Yarabaykul) یک منطقهٔ مسکونی در روسیه است که در باشقیرستان واقع شده‌است.